# Philippe Garrel
Philippe Garrel (n. París, Francia; 6 de abril de 1948) es un director de cine francés.

## Biografía
Philippe Garrel nace en París en 1948, hijo del actor francés Maurice Garrel. Dirige su primera película con solo 15 años, el cortometraje Les enfants désaccordés. 
En 1969, durante el rodaje de El lecho de la virgen, conoce a Nico, una cantautora, modelo y actriz que será su pareja sentimental durante 10 años y que participará en varias de sus películas. En 1982, Garrel gana el Premio Jean Vigo por su película El hijo secreto, y al año siguiente logra otro premio en Cannes por Liberté, la nuit. 
Desde entonces, y a pesar del carácter minoritario y experimental de su obra, la trayectoria de Philippe Garrel ha gozado de un prestigio crítico creciente, tanto en festivales de cine (así los de Cannes o Venecia) como en publicaciones especializadas como son Cahiers du cinema o Senses of cinema. En 2005 consiguió también el premio FIPRESCI de la crítica en los Premios del Cine Europeo, gracias al largometraje Les amants réguliers, una reflexión acerca del impacto de los hechos de Mayo del 68 sobre la juventud francesa de la época. 
En sus películas, Garrel también hace habitualmente las labores de guionista, productor, montador y, en su primera etapa, director de fotografía. 
Actualmente además, ejerce de profesor en La Fémis, la escuela superior francesa de imagen y sonido. En esta década ha realizado cinco películas: Un verano ardiente (2011), Los celos (2013), La sombra de las mujeres (2015), Amante por un día (2017) y en 2020, La sel des larmes (La sal de las lágrimas).

## Filmografía como director
- Les enfants désaccordés (Los niños fuera de tono) (1964)
- Droit de visite (Derecho de visita) (1965)
- Les chemins perdus (Los caminos perdidos) (1966-67)
- Marie pour mémoire (María para la memoria) (1967)
- Le révélateur (El revelador) (1968)
- La concentration (La concentración) (1968)
- Actúa I (1968)
- Anémone (1968)
- Le lit de la vierge (El lecho de la virgen) (1969)
- La cicatrice intérieure (La cicatriz interior) (1972)
- Athanor (1972)
- Les Hautes solitudes (Las altas soledades) (1974)
- Un ange passe (un ángel pasa) (1975)
- Le berceau de cristal(Lacuna de cristal) (1975)
- Voyage au jardin des morts (Viaje al jardín de los muertos) (1978)
- L'Enfant secret (El hijo secreto) (1979)
- Le bleu des origines (El azul de los orígenes) (1979)
- Liberté, la nuit (Libertad, la noche) (1983)
- Paris vu par... vingt ans après (París visto por... veinte años después) (1984) - Episodio: "Rue Fontaine"
- Elle a passé tant d'heures sous les Sunlights... (Ella pasó tantas horas bajo la luz del sol) (1985)
- Les ministères de l'art (los ministerios del arte) (1988) (TV)
- Les baisers de secours (Los besos de socorro) (1989)
- J'entends plus la guitare (Ya no puedo escuchar la guitarra) (1991)
- La naissance de l'amour (El nacimiento del amor) (1993)
- Le coeur fantôme (El corazón fantasma) (1996)
- Le vent de la nuit (El viento de la noche) (1999)
- Sauvage innocence (Inocencia salvaje) (2001)
- Les amants réguliers (Los amantes habituales) (2004)
- La frontiere de l'aube(La frontera del alba) (2008)
- Un été brulant (Un verano ardiente) (2011)
- La Jalousie (Los celos) (2013)
- L'ombre des femmes(La sombra de las mujeres) (2015)
- Amante por un día (2017)
- La sel des larmes (La sal de las lágrimas) (2020)

## Premios y distinciones
Festival Internacional de Cine de Cannes
| Año  | Categoría   | Película          | Resultado |
| ---- | ----------- | ----------------- | --------- |
| 2017 | Premio SACD | Amante por un día | Ganadora  |

Festival Internacional de Cine de Venecia
| Año  | Categoría                          | Película                  | Resultado |
| ---- | ---------------------------------- | ------------------------- | --------- |
| 1991 | León de Plata                      | J'entends plus la guitare | Ganador   |
| 2001 | Premio FIPRESCI                    | Salvaje inocencia         | Ganador   |
| 2005 | León de Plata a la mejor dirección | Los amantes regulares     | Ganador   |